# Hellenychus bollandi
Hellenychus bollandi är en spindeldjursart som beskrevs av Gutierrez 1970. Hellenychus bollandi ingår i släktet Hellenychus och familjen Tetranychidae. Inga underarter finns listade i Catalogue of Life.